# لويس مندوزا
لويس مندوزا (بالإسبانية: Luis Mendoza) (18 مايو 1983 ببنما - ) هو لاعب كرة قدم بنمي في مركز الدفاع. لعب مع Chepo F.C. ‏ وبلازا أمادور وأونسي مونيسيبال ‏ وسبورتينغ سان ميغيليتو ونادي لويس أنخيل فيربو.